# John Tebbutt
John Tebbutt (* 25. Mai 1834 in Windsor, New South Wales; † 29. November 1916 ebenda) war ein australischer Astronom. 
Er entdeckte am 13. Mai 1861 den Großen Kometen, der später die Bezeichnung C/1861 J1 erhielt.
Nach ihm ist der Mondkrater Tebbutt benannt worden und auch die 100-Dollar-Note von Australien zeigte sein Bildnis.
Der Asteroid (11212) Tebbutt trägt seit dem 13. Oktober 2000 seinen Namen.